# 노부나가의 야망 열풍전
《노부나가의 야망 열풍전》(일본어: 信長の野望・烈風伝)은 1999년 코에이에서 윈도우판이 발매된 역사 시뮬레이션 게임 노부나가의 야망 시리즈의 여덟 번째 작품이다. 후에 플레이스테이션과 드림캐스트, 플레이스테이션 포터블에도 이식되었다. 코에이 정번 시리즈, 혹은 KOEI The Best로서 염가판도 발매되었다. Win판에 대해서는 2005년 9월 29일에 《노부나가의 야망 무장풍운록》과의 트윈 캠페인판도 발매되었다. 단 본작은 정번 시리즈이기 때문에 with PK가 아닌 오리지널 버전이다.
윈도 판은 윈도우 XP까지의 OS에 대해서는 공식적으로 동작을 보장하고 있지만, 윈도우 비스타에 대해서는 동작한다고도 하지 않는다고도 공식적으로 발표되지 않았다.

## 내용

### 개요
플레이어는 센고쿠 다이묘 1명(혹은 복수)을 선택하여, 전국통일을 목표로 한다. 종속 다이묘 시스템은 사라지고, 전국통일의 조건은 모든 다이묘를 멸망시키든지, 세이이타이쇼군이 되어 수십 개 구니의 본성을 지배하는 모든 다이묘와 동맹을 맺는 것이다. 후술하는 지성에 대해서는 반드시 점령하지 않아도 된다. 턴은 1년을 12개월로 나누고 한 달마다 진행하게 된다.
전작 《장성록》처럼 하코니와(箱庭) 내정 시스템을 채용하고 있지만, 성 규모를 올리는 것으로 수입 범위가 늘어나지 않는 등, 전작과는 다른 면도 있다. 인사 시스템 면에서는 전작, 전전작에서 훈공이 올라가면 신분이 올라가고, 그에 따라 최대 병사 수도 증가하게 되는 시스템이 계승되었다.
음악 면에서는 내정 시에 다이묘 거성이 있는 지방에 따라 곡이 흐르는 것은 전작과 같지만, 전쟁 시에는 야전, 공성전 각각 규모에 따라 3곡씩이 있고, 이외에 오다·다케다·우에스기·모리·시마즈에 대해서는 전용 야전 음악이 준비되어 있다.
그래픽 면에서도 해상도가 올라감에 따라 무장의 얼굴 이미지도 커졌고, 보다 세세하게 묘사되었다. 얼굴 이미지 이외의 부분의 디자인도, 《장성록》·《천상기》에서 크게 진화하여 이미지를 일신했다. 또, 시리즈에서 처음으로, 모든 무장에게 몽타쥬에 의한 간이 작성이 아닌 오리지널 얼굴 이미지가 준비되었다.

### 능력치
본작에서 무장의 능력치는 숨은 것을 포함하여 정치, 전투, 지휘(采配), 지모, 상성, 수명, 의리가 있다. '지휘'가 《패왕전》 이후 오래간만에 부활했다. '지휘'는 도움말(헬프)에서는 방어력 같이 쓰여 있지만, 이것만으로는 설명이 부족하며, 정확하게는 "반격할 때 및 원거리 공격이 가능한 공격, 즉 기마돌격, 화살(弓矢) 공격, 철포에의 방어력"이다.
다이묘의 재능을 계승하여 태어난 '희메 무장(姫武将)'은 상당히 높은 능력을 가진다. 다이묘가 죽거나 은거할 때에 비교적 훈공이 적은 무장이 뒤를 이으면, 그 보다도 훈공이 높은 무장이(비록 사실에서는 의리가 두텁기로 유명한 무장이나, 철벽같은 정리를 자랑한 무장이라도) 독립하기도 하기 때문에, 희메 무장이 가문 내 분열의 원인이 될 수도 있다.

### 특기
특기에 대해서는 전작의 것을 거의 답습하고 있다. 내정 특기는 농업, 상업, 건설, 외교, 등용의 5종류가 있다. 전투 특기에 대해서는 다음과 같다.
기마돌격
이 능력을 가진 무장은 돌격의 위력이 올라간다. 또, 우에스기 겐신, 다케다 신겐은 기마돌격의 위력이 대폭 올라간다.
기마철포
이것이 있으면, 기마 부대에 철포의 능력을 겸한 부대가 된다. 다테 마사무네와 스즈키 시게히데는 맑은 날이나 흐린 날에 돌격을 선택하면, 철포 공격을 한 후, 돌격을 한다.
철포 3단 공격
이 능력이 있으면, 철포 공격의 회수가 2회가 된다. 또, 오다 노부나가, 아케치 미쓰히데, 시마즈 요시히로, 스즈키 시게히데의 4명은 3회 공격이 가능하다. 기본적으로 시게히데는 3단 특기를 가지고 있지 않기 때문에 철포 공격 회수는 1회다. 포술서 등의 가보, 혹은 에디터로 3단 공격을 지닐 수 있다.
호로쿠(焙烙)
농성전에서 공격 측의 아시가루 부대가 궁병인 경우, 화살이 불화살(火矢)이 된다. 경우에 따라서는 공격한 곳에 불이 붙는다. 또 방화를 사용할 때의 성공률이 높아진다. 후술하는 '제왕의 전투(諸王の戦い)' 시나리오에서만 등장하는, 나스노 요이치와 로빈 후드의 양자는 화시 3회 공격을 한다. 기본적으로 요이치는 '호로쿠'를 가지고 있지 않기 때문에, 가보를 가지게 하지 않으면 불화살을 쏠 수 없다.
진형
진형은 다른 특기와는 달리, 중규모 전투 이상에서 총대장이나 부장이 된 경우에 짤 수 있는 진형이 나타난다. 진형으로는 '학익', '어린', '안행', '언월', '봉시', '방원', '장사'가 있고, 각각에 상성이 있다. 각 무장이 짤 수 있는 진형은 결정되어 있고, 어느 무장으로도 총대장이 될 가능성이 있기 때문에, 적어도 1개 이상 소유하고 있다.

### 직업
각 직업에 의한 게임 진행에의 영향은 이하와 같다. 직업을 가지는 것은, 같은 직업을 가진 낭인을 등용하기 쉬워진다.
닌자
핫토리 한조, 다키가와 가즈마스 등이 대표적이다. 조략(調略)의 성공도가 올라간다. 농성전에서는 담을 넘는 것이 쉬워진다. 조략에 실패했을 때 적측의 무장에게 잡히지 않는다.
승려
혼간지 겐뇨, 시모쓰마 라이렌 등이 대표적이다. 이시야마 혼간지 등의 잇코슈(一向宗)나 불교도에게 많다. 이 능력을 가진 다이묘는 기독교 선교사의 방문이 전혀 없게 된다.
검호
야규 무네토시, 미야모토 무사시 등이 대표적이다. 조략에서 암살의 성공률이 올라간다. 또, 어전시합을 하려면 검호의 무장을 배하에 둘 필요가 있다. 그러나 일부 기종을 제외하고, 친자관계라도 다른 무장에게 지도하기 위해 출분(出奔)하는 이벤트가 일어난다. 지도받은 무장도 검호가 되므로, 계속 무장이 출분해 나가는 경우도 있다. 배하 모두가 검호가 되면 그 이상의 출분은 일어나지 않는다.
다인
오다 노부나가, 호소카와 다다오키 등이 대표적이다. 무장의 대사 일부가 변화한다. 다기는 다회 이벤트를 일으키는데 빠뜨릴 수 없다. 다기를 주는 것에 의해 무장의 최대 의리도 상승(등급에 따라 상승치는 변화)하기 때문에, 배신하기 쉬운 가신에게 주면 좋다.

### 내정
전술한 것처럼 본작에서는 전작 《장성록》과 같은 하코니와형 내정의 게임이지만, 전작에서는 내정(개발·건설)에는 1명씩 명령을 내리지 않으면 안 되기 때문에 유닛의 관리가 번거로운 부분이 있었다. 본작에서는 복수의 무장을 한꺼번에 선택해 내정 담당으로 지정할 수 있게 되었다.
그 외에 전작에서의 변경점으로는 다음과 같은 것이 있다.
- 임의의 장소에 지성을 세우는 것이 가능해졌다.

- 숨은 요소로 특정 장소에 쌓으면 특수한 산성을 만들 수 있다.

- 본성보다도 소규모인 지성 주변의 내정이 가능해졌다.
- 각 구니마다 다른 특산품을 생산할 수 있게 되었다.

- 품목에 따라서는 밭(畑)을 만드는 것보다도 병량 수입이 좋은 것도 있다.

- 가도의 부설이 가능해졌다.

이처럼 본작에서는 내정의 자유도가 향상되었다. 다만 본성과 지성을 변환할 수는 없다. 특히 길을 만드는 것에 대해서는 전국통일 등은 도외시하고, 전국 각지에 길을 만드는 것을 목적으로 하는 즐거움을 쫓는 것도 가능하게 되었다.
또 공성 등을 행하는 군세 유닛도, 내정과 동일한 칸 위에서 행동하는 시스템이 되었다. 이것도 《장성록》에서 계승되어 채용된 시스템이다. 이 외에, 외교나 조략을 행할 때, 이에 관련된 2개 구니 사이가 지리적으로 멀리 떨어져 있다면 떨어진 만큼, 커맨드를 선택하고 실행까지의 시간이 커지게 되었다. 이것도 하코니와 맵 시스템의 연장선상에 있는 사양이 되었다. 예로 규슈의 사쓰마에서 도호쿠의 무쓰까지 외교를 하는 것에, 콘솔판에서는 6개월, PC판에서는 9개월이 걸린다.

### 전투
전투는 야전(해전도 포함)과 공성전의 2개로 대별된다. 야전은 부대 수에 따라 그 형태가 변화된다. 소부대에 의한 소규모 야전은 종래의 헥사전에 가까운 감각으로 행해지지만, 중규모 야전 이상에서는 진형의 개념이 발생한다. 진형이 발생한 상태에서의 충돌에는, 참전한 개개 무장의 능력보다도 이끄는 총대장의 능력이 현저하게 반영된다. 각 진형에는 상성이 있기 때문에, 적군의 포진에 대해서 상성이 좋은 진형으로 싸울 수 있다면, 그것만으로도 전황을 유리하게 이끄는 것이 가능하다.
또, 사기는 공격·수비 측의 쌍방에 설정되어 있다(무장 개별에게는 없다). 적부대를 괴멸시키고, 적부대가 퇴각하고, 야구라를 점령하는 등에 의해 아군의 사기를 올리고 적의 사기를 내리는 것이 가능하다. 혹은 혼란이나 크리티컬 히트 공격을 가하여 적의 사기를 내리는 것도 가능하다. 사기의 높음은 부대의 공격·수비력에 영향을 줄 뿐만 아니라, 일정 이하가 되면 병사가 도주하기 시작하고, 0이 되면 패배하게 된다. 이 때문에 대규모 전투에서는 사기의 소모에 따라 결착이 나는 경우도 있다.
공성전에서는 배하 무장이 일정 수 이하인 성의 경우, 가공의 아시가루 대장에게 병사를 위임할 수 있다. 능력은 정규 무장에 비해 현저하게 낮기는 하지만, 어느 정도는 성을 지키기 쉽게 되었다.
병과에는 철포 부대나 기마 부대, 해상에서는 철갑선 등이 있다. 아시가루 부대는 통상 시(칼 부대刀隊), 장창 부대, 활 부대(弓隊)의 3개로 장비를 변경할 수 있다. 장창 부대일 때는 칼 부대보다도 공격력이나 기동력이 뒤떨어지지만, 방어력은 높고, 기마돌격에 의한 데미지도 막을 수 있다. 활 부대일 때는 원거리 공격이 가능하지만, 그 이외의 면에서는 약하다. 또 기마 부대를 이끄는 우에스기 겐신이 돌격할 때나, 철포 부대를 이끄는 오다 노부나가가 3단 공격(三段撃ち)을 할 때에는, 상대방의 부대를 일격에 전멸시키는 것이 가능하다.
또 숨은 요소로, 가보 십자가의 특수 효과가 있다. 야전 시에 수비 측의 총대장이 소지하고 있을 경우에 일정 조건으로 "천벌!(天罰!)"의 대사 후, 공격 측에 우레가 떨어져 병사 수가 반으로 준다. 이 특수 효과에 대해서는 공략본에서 그 존재가 시사되고 있고, 그 후 유저 사이에서 조건의 검증이 이뤄졌다.

### '위신' 시스템
본작에서는, 위신(威信)이라고 하는 요소가 전략에 크게 영향을 준다. 위신이 높으면, 조략, 외교, 전후 처리에서의 포로 등용 등의 성공률이 올라갈 뿐만 아니라, 턴이 빨리 돌아오고, 적의 무장이 성마다 투항해 오는 장점이 있다.
등장 무장의 충성도도, 개개로 설정된 무장의 성격에 위신이 크게 좌우한다. 본작에서 가장 중요시되는 요소의 하나이다. 이 위신 시스템은 다음 작 《람세기》 이후도 '명성' 등으로 이름을 바꾸어 계승되었다.
위신치는, 소유한 성의 수와 용명(전적)으로 산출되고, 조정에서의 토벌·조적 지정이나 가보에 의한 보정이 더해진다. 약소 세력이라고 해도 전쟁에서 연승하여 위신을 올려서 큰 세력에 대항할 수 있게 되었다.

### 파워업키트
파워업키트판(PK)에서는 컴퓨터가 담당하는 다이묘의 사고 루틴이 일부 변경되었다. 또 추가된 기능은 이하와 같다.
에디트 기능
무장의 능력치나 각 다이묘 가문의 상태, 각 성의 물자 등을 변경할 수 있다. 숏 플레이 모드 중에는 사용할 수 없다.
숏 플레이 모드
시뮬레이션 게임은 일반적으로 1번의 플레이가 길어지기 마련이지만, 본 모드로는 지방통일 등 비교적 단기간에 달성 가능한 목표가 설정되어, 그 달성을 목표로 한다.
신무장과 신가보의 등록
신무장을 최대 50명, 신가보를 최대 50개까지 등록하고, 게임에 등장시키는 것이 가능하다. 게임 시작 시에 등장시킬 것인지를 선택한다. 또, 본작 이후부터 신무장의 열전을 기술할 수 있게 되었다.
신 다이묘 플레이 모드
시나리오의 초기 배치를 변경하거나, 실제와는 다른 무장을 다이묘로 하여 게임을 시작할 수 있다. 개시 방법으로는 다음의 3종류가 있다.
가상 스타트
신무장을 포함한 무장 배치나 통치 다이묘를 변경하여 시작한다.
모반 스타트
선택한 (다이묘 이외의) 무장으로 모반을 일으켜, 다이묘가 되어 시작한다. 모반에 참가시킬 무장도 선택할 수 있다.
후계 스타트
선택한 (다이묘 이외의) 무장을 사관한 다이묘의 후계자로 해 시작한다.
작성한 신무장을 다이묘로서 플레이하는 것도 가능하다.
연표 작성(PC판에서만)
인사나 전투, 외교에 대해서 등 게임 진행에 따른 내용이 기록된다. 사실에서의 사건도 병기된다.
시나리오의 추가
PC판에서는 6개, PS판이나 PSP판에서는 '제왕의 전투'를 더한 7개가 추가된다. 시나리오절 참조.
역사 이벤트의 추가
이벤트가 다수 추가되고, 특정 장소에 위신이 올라가는 향목(香木)이나, 금 수입이 있는 금산이 숨겨져 있고, 이것들을 찾아내면 클리어에 도움이 된다. 또 1번 본 이벤트는 후에 다시 볼 수 있다.
그리고 PC판의 PK에서는 비공식의 툴도 제작되어 있어, 상당한 개조가 가능하다. 자세한 것은 생략하지만, 상당히 분위기가 다른 게임이 되기도 한다. 또 이 툴을 사용하여 제작한 세이브 데이터도 웹상에 배포되었다. PC판에서는 후술하는 시나리오 10 '제왕의 전투'는 수록되지 않았지만, 이것도 세이브 데이터로 재현한 것이 배포되었다.
또, 통상판(코에이 정번 시리즈 등)의 세이브 데이터를 PK판에서 불러오는 것은 가능하지만,그 반대로는 불가능하고, 전술한 툴도 통상판에서는 사용할 수 없다.

### 시나리오
시나리오는 기종에 따라 제각각이지만, 기본적으로는 노부나가, 혹은 히데요시를 기준으로 하는 것이 많다. 시나리오에서는 PK판에서 탑재된 것도 포함한다.
- 노부나가 등장(信長元服) : 1546년 3월부터 시작하는 시나리오로 한번 게임을 클리어하면 등장한다. 파워업키트판에서는 처음부터 등장한다.
- 노부나가 가독 계승(信長家督継承) : 1551년 3월부터 시작하는 시나리오이다.
- 오케하자마 전투(桶狭間合戦) : 1560년 5월부터 시작하는 시나리오이다.
- 노부나가 포위망(信長包囲網) : 1570년 9월부터 시작하는 시나리오이다.
- 데도리가와 전투(手取川合戦) : 1577년 9월부터 시작하는 시나리오이다.
- 혼노지의 변(本能寺の変) : 1582년 3월부터 시작하는 시나리오이다.
- 시즈가타케 전투(賤ヶ岳合戦) : 1583년 4월부터 시작하는 시나리오이다.
- 고마키·나가쿠테 전투(小牧·長久手合戦) : 1584년 3월부터 시작하는 시나리오이다.
- 규슈 정벌(九州征伐) : 1586년 1월부터 시작하는 시나리오이다.
- 오다와라 정벌(小田原征伐) : 1589년 11월부터 시작하는 시나리오이다.
- 제왕의 전투(諸王の戦い) : 1570년 9월부터 시작하는 시나리오이다. 콘솔판 전용 시나리오로, 노부나가 포위망의 시대를 배경으로, 시대도 장소도 다른 세계 속에서 저명한 무장이 싸우는 특수한 시나리오이다. 코에이의 다른 역사 시뮬레이션 게임에서 우정출연에 가까운, 저명인 다이묘가 일본에 몇몇 흩어져 있지만 한 가문에만 유선, 존 결지왕을 배하로 한 이마가와 우지자네가 이마가와 가를 재흥시키고 있다. 다음 작 《람세기》의 PS2판 파워업키트에도 일부 옛 다이묘의 변경·추가가 이루어져서, 계승되어 이 시나리오가 수록되어 있다.

### 역사 이벤트
본작에서는 파워업키트판을 기준으로 총 54개의 역사 이벤트가 준비되어 있다. 주인공 오다 노부나가에 관련된 이벤트는 물론 많지만, 다케다 신겐이나 우에스기 겐신, 도쿠가와 이에야스에 한정된 이벤트도 준비되어 있다. 특정 무장에 한하지 않고 발생하는 이벤트도 역시 있다. 전의 이벤트를 발생시키지 않으면 다음 이벤트가 일어나지 않는 경우도 있는 등, 발생 조건이 까다로운 것부터 느슨한 것까지 다양하다.
또 시나리오의 기본적인 설정에서는 다이묘가 아닌 무장으로 모반을 일으키든지, 혹은 기존 다이묘의 뒤를 잇게 하든지 하여, 다이묘로 시작하는 신 다이묘 모드(가상 모드)로의 게임 시작 때에는, 데모로써 간단한 가공 이벤트가 일어난다. 이것은 전술한 54개에는 포함되지 않는다.

## PC판과 콘솔판의 차이점
플레이스테이션판이나 드림캐스트판 등에서는 PC판의 내용이 대폭 삭제되었다. PC판과 같은 규모의 데이터를 세이브하는 것은, 당시의 가정용 게임기에서는 불가능했기 때문이다.
콘솔판에서의 변경점은 이전의 항목에서 기술한 '제왕의 전투'가 추가된 것 이외에,
- 구니와 다이묘가 일부 소멸되었다. 그에 따라 전체 맵도 대폭 축소되었다.
- 특산품의 생산 종목이 일부 변경되었다.
- 지성의 축성 상한은 PC판은 1개 구니당 4개였지만, 콘솔판에서는 3개로 줄었다.
- 본성에서도 대규모 성은 규모가 작아졌다.
- 전략 커맨드에서는 다음의 커맨드가 삭제되었다. 이에 따라 전국통일할 때의 에필로그도 달라졌다.

- 성년 전의 무장을 다이묘의 의리의 아들로 한다. 양자
- 조정의 힘에 따라 위신도가 오르내린다. 칙허와 추거 그리고 토벌

- 역사 연표 작성 기능이 삭제되었다.

등이 있다.
콘솔판에서는 세이브나 로드를 실행할 때는 시간이 걸린다. 그 사이에 무장을 2명 소개하는 장면도 볼 수 있다. 드림캐스트판은 플레이스테이션판보다도 세이브에 필요한 시간이 짧아서 1명만 소개된다. 또, 이마가와 요시모토·우지자네 부자에 의한 초심자용 튜토리얼도 수록되어 있다.

### 콘솔판에서는 생략된 구니
- 무쓰 쓰가루 (무쓰로 통일)
- 리쿠츄 (리쿠젠으로 통일)
- 이와키 (이와시로로 통일)
- 시모쓰케 (고즈케로 통일)
- 시모우사 (시모우사 아와로 통일)
- 기타 에치고·미나미 에치고 (이것들은 에치고로 통일)
- 엣츄·노토 (이것들은 가가로 통일)
- 와카사 (에치젠으로 통일)
- 히다 (미노로 통일)
- 이세 시마 (오와리로 통일)
- 단바·단고 (이것들은 야마시로로 통일)
- 야마토·가와치 이즈미 (이것들은 셋쓰로 통일)
- 다지마 (이나바 호키로 통일)
- 이와미 (이즈모로 통일)
- 미마사카 (비젠으로 통일)
- 빗츄 빈고 (아키로 통일)
- 사누키 (아와 아와지로 통일)
- 부젠 (지쿠젠 지쿠고로 통일)
- 기타 히고·미나미 히고 (이것들은 히고로 통일)
- 휴가 (분고로 통일)
- 오스미 (사쓰마로 통일)

### 콘솔판에서는 생략된 다이묘
대부분의 다이묘는 독립 세력으로서 존재한다.
- 쓰가루 씨
- 오사키 씨
- 소마씨
- 우쓰노미야 씨
- 유키 씨
- 진보 씨
- 하타케야마 씨
- 와카사 다케다 씨
- 아네코지 씨
- 기타바타케 씨
- 쓰쓰이 씨
- 마쓰나가씨
- 하타노 씨
- 잇시키 씨
- 미무라 씨
- 이토 씨
- 기모쓰키 씨